# Rali da Irlanda
Rali da Irlanda foi a nova etapa do Campeonato Mundial de Rali (WRC) para a temporada de 2007.
A prova aconteceu entre os dias 16 a 18 de novembro de 2007, e teve como pano de fundo o noroeste do país, em cidades como, Sligo, Fermanagh, Donegal, Leitrim, Tyrone, Roscommon e Cavan.
O rali foi dirigido por Sean O´Connor e Ronan Morgan, em que ambos têm mais de 35 anos de experiência no WRC. O chefe executivo é David Marren, que tem experiência na Fórmula 1. Os directores de prova serão Eddie Jordan, fundador da equipa Jordan Formula 1, bem como Trevor Ringland, antigo jogador dos Lions Rugby International e que tem 34 internacionalizações pela selecção Irlandesa.
O WRC é uma das provas mais populares em termos de espectadores, tendo audiências ao vivo de mais de 11 milhões de pessoas ao longo das 16 etapas, com uma audiência televisiva global de 807 milhões de espectadores.

## 2007
Foi a 15ª etapa do Campeonato Mundial de Rali em 2007. Sendo a primeira vez que o WRC visitou a ilha da Irlanda. Sligo foi o quartel-general do evento, disputado em oito províncias. O quartel-general foi o Clarion Hotel em Sligo, e o local de assistência para máquinas e pilotos perto do Sligo Institute os Technology.
O Rali da Irlanda foi patrocinado pelos governos da Irlanda e do Reino Unido, e continua a longa tradição de rali na Irlanda, que data dos anos do Circuito de Ralis da Irlanda em meados de 1930.
O rali tebr inicio com a super especial em Belfast, nos arredores do edifício do parlamento, Co Antrim.

## Vencedores
| Ano  | Piloto          | Co-Piloto    | Carro              |
| ---- | --------------- | ------------ | ------------------ |
| 2005 | Matthew Wilson  | Michael Orr  | Ford Focus RS WRC  |
| 2006 | Eugene Donnelly | Paul Kiely   | Toyota Corolla WRC |
| 2007 | Sébastien Loeb  | Daniel Elena | Citroën C4 WRC     |
| 2009 | Sébastien Loeb  | Daniel Elena | Citroën C4 WRC     |

- Commons